# Liste der Nummer-eins-Hits in Italien (2002)
Diese Liste der Nummer-eins-Hits basiert auf den offiziellen Chartlisten der Federazione Industria Musicale Italiana (FIMI), der italienischen Landesgruppe der IFPI, im Jahr 2002. Berücksichtigt werden die Album- und Singlecharts.

## Singles
| ← 2001 ← | Liste der Nummer-eins-Hits in Italien | Liste der Nummer-eins-Hits in Italien | Liste der Nummer-eins-Hits in Italien                                                                                    | 2003 → |
| \| Zeitraum \| Wo. ges. \| Interpret \| Titel Autor(en) \| Zusätzliche Informationen \| \| (Zeitraum, Wochen auf Platz eins, Interpret, Titel, Autor[en], zusätzliche Informationen) \| \| \| \| \| \| ----------------------------------------------------------------------------------------- \| -------- \| ------------------------------- \| ------------------------------------------------------------------------------------------------------------------------ \| ---------------------------------------------------------------------------------------------------------------------------------------------------------------------------------------------------------------------------------------- \| \| 21. Dezember 2001 – 3. Januar 2002 2 Wochen \| 2 \| Anastacia \| Paid My Dues Greg Lawson, Damon Sharpe, LaMenga Kafi, Anastacia \| Für die US-amerikanische Sängerin ist es der erste Nummer-eins-Hit in Italien. \| \| 4. Januar 2002 – 17. Januar 2002 2 Wochen (insgesamt 3) \| 3 \| Robbie Williams & Nicole Kidman \| Somethin’ Stupid C. Carson Parks \| Mit einem Cover des ursprünglich von Frank und Nancy Sinatra bekannt gemachten Liedes gelangte der britische Sänger erstmals an die Spitze der italienischen Charts. Für die Schauspielerin Kidman war es der erste Erfolg als Sängerin. \| \| 18. Januar 2002 – 24. Januar 2002 1 Woche \| 1 \| Jovanotti \| Salvami Jovanotti, Saturnino, Riccardo Onori \| – \| \| 25. Januar 2002 – 7. Februar 2002 2 Wochen (insgesamt 7) \| 7 \| Shakira \| Whenever, Wherever Shakira, Tim Mitchell, Ron Smith, Gloria Estefan \| Auch die kolumbianische Sängerin stand zum ersten Mal auf Platz eins in Italien. \| \| 8. Februar 2002 – 21. Februar 2002 2 Wochen (insgesamt 3) \| 3 \| Ligabue \| Questa è la mia vita Luciano Ligabue \| Nach dem Nummer-eins-Hit Il mio nome è mai più von 1999 zusammen mit Jovanotti und Piero Pelù erreichte der Rockmusiker aus Correggio erstmals solo die Chartspitze. \| \| 22. Februar 2002 – 28. Februar 2002 1 Woche (insgesamt 7) \| 7 \| Shakira \| Whenever, Wherever Shakira, Tim Mitchell, Ron Smith, Gloria Estefan \| – \| \| 1. März 2002 – 7. März 2002 1 Woche (insgesamt 3) \| 3 \| Ligabue \| Questa è la mia vita Luciano Ligabue \| – \| \| 8. März 2002 – 14. März 2002 1 Woche (insgesamt 7) \| 7 \| Shakira \| Whenever, Wherever Shakira, Tim Mitchell, Ron Smith, Gloria Estefan \| – \| \| 15. März 2002 – 21. März 2002 1 Woche \| 1 \| George Michael \| Freeek! George Michael, Moogymen \| – \| \| 22. März 2002 – 11. April 2002 3 Wochen (insgesamt 7) \| 7 \| Shakira \| Whenever, Wherever Shakira, Tim Mitchell, Ron Smith, Gloria Estefan \| – \| \| 12. April 2002 – 18. April 2002 1 Woche \| 1 \| Oasis \| The Hindu Times Noel Gallagher \| – \| \| 19. April 2002 – 25. April 2002 1 Woche \| 1 \| Renato Zero \| Innocente Renato Zero, Maurizio Fabrizio \| Zum fünften Mal gelang dem Künstler ein Nummer-eins-Hit. \| \| 26. April 2002 – 6. Juni 2002 6 Wochen \| 6 \| Alizée \| Moi… Lolita Mylène Farmer, Laurent Boutonnat \| Die Debütsingle der korsischen Sängerin entwickelte sich zu einem europäischen Sommerhit; in Italien trat die Sängerin auch beim Festivalbar-Wettbewerb des Jahres auf. \| \| 7. Juni 2002 – 13. Juni 2002 1 Woche \| 1 \| The Calling \| Wherever You Will Go Alex Band, Aaron Kamin \| Mit ihrer ersten Single konnte sich die amerikanische Band weltweit Aufmerksamkeit verschaffen. \| \| 14. Juni 2002 – 20. Juni 2002 1 Woche \| 1 \| Oasis \| Stop Crying Your Heart Out Noel Gallagher \| Bereits zum zweiten Mal in diesem Jahr konnte die britische Rockband die Chartspitze erreichen. \| \| 21. Juni 2002 – 27. Juni 2002 1 Woche \| 1 \| Red Hot Chili Peppers \| By the Way Flea, John Frusciante, Anthony Kiedis, Chad Smith \| – \| \| 28. Juni 2002 – 25. Juli 2002 4 Wochen \| 4 \| Noir Désir \| Le vent nous portera Noir Désir \| – \| \| 26. Juli 2002 – 19. September 2002 8 Wochen \| 8 \| Las Ketchup \| Aserejé Manuel Ruiz \| Die Debütsingle der spanischen Girlgroup war ein internationaler Sommerhit. \| \| 20. September 2002 – 17. Oktober 2002 4 Wochen \| 4 \| t.A.T.u. \| All the Things She Said Sergio Galoyan, Trevor Horn, Martin Kierszenbaum, Elena Kiper, Valeriy Polienko, John-Paul Mason \| Das russische Popduo präsentierte seine Debütsingle in Italien beim Festivalbar-Wettbewerb und konnte wie in vielen anderen Ländern der Welt auf Platz eins der Charts klettern. \| \| 18. Oktober 2002 – 24. Oktober 2002 1 Woche \| 1 \| U2 \| Electrical Storm U2 \| – \| \| 25. Oktober 2002 – 28. November 2002 5 Wochen \| 5 \| Madonna \| Die Another Day Madonna, Mirwais Ahmadzaï \| Das Lied war der Titelsong von James Bond 007 – Stirb an einem anderen Tag. \| \| 29. November 2002 – 5. Dezember 2002 1 Woche (insgesamt 2) \| 2 \| Tiromancino \| Per me è importante Federico Zampaglione \| Die römische Band rund um Federico Zampaglione erreichte zum ersten und letzten Mal die Chartspitze. \| \| 6. Dezember 2002 – 12. Dezember 2002 1 Woche \| 1 \| Eminem \| Lose Yourself Marshall Mathers \| Der Titelsong des teils autobiographischen Films 8 Mile, in dem der Rapper auch selbst die Hauptrolle spielte, verhalf Eminem zu seinem zweiten Nummer-eins-Hit in Italien. \| \| 13. Dezember 2002 – 19. Dezember 2002 1 Woche \| 1 \| Tiromancino \| Per me è importante Federico Zampaglione \| – \| \| 20. Dezember 2002 – 23. Januar 2003 5 Wochen \| 5 \| Robbie Williams \| Feel Robbie Williams, Guy Chambers \| Noch ein zweites mal gelang Williams in diesem Jahr ein Nummer-eins-Hit. \| |                                       |                                       | | |
| ← 2001 |                                       |                                       | | → 2003 → |
| Zeitraum | Wo. ges.                              | Interpret                             | Titel Autor(en) | Zusätzliche Informationen |
| (Zeitraum, Wochen auf Platz eins, Interpret, Titel, Autor[en], zusätzliche Informationen) |                                       |                                       | | |
| 21. Dezember 2001 – 3. Januar 2002 2 Wochen | 2                                     | Anastacia                             | Paid My Dues Greg Lawson, Damon Sharpe, LaMenga Kafi, Anastacia                                                          | Für die US-amerikanische Sängerin ist es der erste Nummer-eins-Hit in Italien. |
| 4. Januar 2002 – 17. Januar 2002 2 Wochen (insgesamt 3) | 3                                     | Robbie Williams & Nicole Kidman       | Somethin’ Stupid C. Carson Parks                                                                                         | Mit einem Cover des ursprünglich von Frank und Nancy Sinatra bekannt gemachten Liedes gelangte der britische Sänger erstmals an die Spitze der italienischen Charts. Für die Schauspielerin Kidman war es der erste Erfolg als Sängerin. |
| 18. Januar 2002 – 24. Januar 2002 1 Woche | 1                                     | Jovanotti                             | Salvami Jovanotti, Saturnino, Riccardo Onori                                                                             | – |
| 25. Januar 2002 – 7. Februar 2002 2 Wochen (insgesamt 7) | 7                                     | Shakira                               | Whenever, Wherever Shakira, Tim Mitchell, Ron Smith, Gloria Estefan                                                      | Auch die kolumbianische Sängerin stand zum ersten Mal auf Platz eins in Italien. |
| 8. Februar 2002 – 21. Februar 2002 2 Wochen (insgesamt 3) | 3                                     | Ligabue                               | Questa è la mia vita Luciano Ligabue                                                                                     | Nach dem Nummer-eins-Hit Il mio nome è mai più von 1999 zusammen mit Jovanotti und Piero Pelù erreichte der Rockmusiker aus Correggio erstmals solo die Chartspitze.                                                                     |
| 22. Februar 2002 – 28. Februar 2002 1 Woche (insgesamt 7) | 7                                     | Shakira                               | Whenever, Wherever Shakira, Tim Mitchell, Ron Smith, Gloria Estefan                                                      | – |
| 1. März 2002 – 7. März 2002 1 Woche (insgesamt 3) | 3                                     | Ligabue                               | Questa è la mia vita Luciano Ligabue                                                                                     | – |
| 8. März 2002 – 14. März 2002 1 Woche (insgesamt 7) | 7                                     | Shakira                               | Whenever, Wherever Shakira, Tim Mitchell, Ron Smith, Gloria Estefan                                                      | – |
| 15. März 2002 – 21. März 2002 1 Woche | 1                                     | George Michael                        | Freeek! George Michael, Moogymen                                                                                         | – |
| 22. März 2002 – 11. April 2002 3 Wochen (insgesamt 7) | 7                                     | Shakira                               | Whenever, Wherever Shakira, Tim Mitchell, Ron Smith, Gloria Estefan                                                      | – |
| 12. April 2002 – 18. April 2002 1 Woche | 1                                     | Oasis                                 | The Hindu Times Noel Gallagher                                                                                           | – |
| 19. April 2002 – 25. April 2002 1 Woche | 1                                     | Renato Zero                           | Innocente Renato Zero, Maurizio Fabrizio                                                                                 | Zum fünften Mal gelang dem Künstler ein Nummer-eins-Hit. |
| 26. April 2002 – 6. Juni 2002 6 Wochen | 6                                     | Alizée                                | Moi… Lolita Mylène Farmer, Laurent Boutonnat                                                                             | Die Debütsingle der korsischen Sängerin entwickelte sich zu einem europäischen Sommerhit; in Italien trat die Sängerin auch beim Festivalbar-Wettbewerb des Jahres auf.                                                                  |
| 7. Juni 2002 – 13. Juni 2002 1 Woche | 1                                     | The Calling                           | Wherever You Will Go Alex Band, Aaron Kamin                                                                              | Mit ihrer ersten Single konnte sich die amerikanische Band weltweit Aufmerksamkeit verschaffen. |
| 14. Juni 2002 – 20. Juni 2002 1 Woche | 1                                     | Oasis                                 | Stop Crying Your Heart Out Noel Gallagher                                                                                | Bereits zum zweiten Mal in diesem Jahr konnte die britische Rockband die Chartspitze erreichen. |
| 21. Juni 2002 – 27. Juni 2002 1 Woche | 1                                     | Red Hot Chili Peppers                 | By the Way Flea, John Frusciante, Anthony Kiedis, Chad Smith                                                             | – |
| 28. Juni 2002 – 25. Juli 2002 4 Wochen | 4                                     | Noir Désir                            | Le vent nous portera Noir Désir                                                                                          | – |
| 26. Juli 2002 – 19. September 2002 8 Wochen | 8                                     | Las Ketchup                           | Aserejé Manuel Ruiz | Die Debütsingle der spanischen Girlgroup war ein internationaler Sommerhit. |
| 20. September 2002 – 17. Oktober 2002 4 Wochen | 4                                     | t.A.T.u.                              | All the Things She Said Sergio Galoyan, Trevor Horn, Martin Kierszenbaum, Elena Kiper, Valeriy Polienko, John-Paul Mason | Das russische Popduo präsentierte seine Debütsingle in Italien beim Festivalbar-Wettbewerb und konnte wie in vielen anderen Ländern der Welt auf Platz eins der Charts klettern.                                                         |
| 18. Oktober 2002 – 24. Oktober 2002 1 Woche | 1                                     | U2                                    | Electrical Storm U2 | – |
| 25. Oktober 2002 – 28. November 2002 5 Wochen | 5                                     | Madonna                               | Die Another Day Madonna, Mirwais Ahmadzaï                                                                                | Das Lied war der Titelsong von James Bond 007 – Stirb an einem anderen Tag. |
| 29. November 2002 – 5. Dezember 2002 1 Woche (insgesamt 2) | 2                                     | Tiromancino                           | Per me è importante Federico Zampaglione                                                                                 | Die römische Band rund um Federico Zampaglione erreichte zum ersten und letzten Mal die Chartspitze. |
| 6. Dezember 2002 – 12. Dezember 2002 1 Woche | 1                                     | Eminem                                | Lose Yourself Marshall Mathers                                                                                           | Der Titelsong des teils autobiographischen Films 8 Mile, in dem der Rapper auch selbst die Hauptrolle spielte, verhalf Eminem zu seinem zweiten Nummer-eins-Hit in Italien.                                                              |
| 13. Dezember 2002 – 19. Dezember 2002 1 Woche | 1                                     | Tiromancino                           | Per me è importante Federico Zampaglione                                                                                 | – |
| 20. Dezember 2002 – 23. Januar 2003 5 Wochen | 5                                     | Robbie Williams                       | Feel Robbie Williams, Guy Chambers                                                                                       | Noch ein zweites mal gelang Williams in diesem Jahr ein Nummer-eins-Hit. |

## Alben
| ← 2001 ← | Liste der Nummer-eins-Alben in Italien | Liste der Nummer-eins-Alben in Italien | Liste der Nummer-eins-Alben in Italien           | 2003 →                    |
| \| Zeitraum \| Wo. ges. \| Interpret \| Titel \| Zusätzliche Informationen \| \| (Zeitraum, Wochen auf Platz eins, Interpret, Titel, zusätzliche Informationen) \| \| \| \| \| \| ------------------------------------------------------------------------------ \| -------- \| --------------------- \| ------------------------------------------------ \| ------------------------- \| \| 28. Dezember 2001 – 10. Januar 2002 2 Wochen (insgesamt 6) \| 6 \| Laura Pausini \| The Best of Laura Pausini – E ritorno da te \| – \| \| 11. Januar 2002 – 17. Januar 2002 1 Woche \| 1 \| Subsonica \| Amorematico \| – \| \| 18. Januar 2002 – 31. Januar 2002 2 Wochen (insgesamt 6) \| 6 \| Laura Pausini \| The Best of Laura Pausini – E ritorno da te \| – \| \| 1. Februar 2002 – 7. Februar 2002 1 Woche \| 1 \| Jovanotti \| Lorenzo 2002 – Il quinto mondo \| – \| \| 8. Februar 2002 – 21. Februar 2002 2 Wochen (insgesamt 6) \| 6 \| Laura Pausini \| The Best of Laura Pausini – E ritorno da te \| – \| \| 22. Februar 2002 – 7. März 2002 2 Wochen \| 2 \| Alanis Morissette \| Under Rug Swept \| – \| \| 8. März 2002 – 21. März 2002 2 Wochen \| 2 \| Gianluca Grignani \| Uguali e diversi \| – \| \| 22. März 2002 – 28. März 2002 1 Woche (insgesamt 3) \| 3 \| Céline Dion \| A New Day Has Come \| – \| \| 29. März 2002 – 4. April 2002 1 Woche \| 1 \| Articolo 31 \| Domani smetto \| – \| \| 5. April 2002 – 18. April 2002 2 Wochen (insgesamt 3) \| 3 \| Céline Dion \| A New Day Has Come \| – \| \| 19. April 2002 – 25. April 2002 1 Woche \| 1 \| Nomadi \| Amore che prendi, amore che dai \| – \| \| 26. April 2002 – 6. Juni 2002 6 Wochen \| 6 \| Ligabue \| Fuori come va? \| – \| \| 7. Juni 2002 – 20. Juni 2002 2 Wochen \| 2 \| Eminem \| The Eminem Show \| – \| \| 21. Juni 2002 – 4. Juli 2002 2 Wochen \| 2 \| Giorgia \| Greatest Hits – Le cose non vanno mai come credi \| – \| \| 5. Juli 2002 – 25. Juli 2002 3 Wochen (insgesamt 5) \| 5 \| Red Hot Chili Peppers \| By the Way \| – \| \| 26. Juli 2002 – 8. August 2002 2 Wochen \| 2 \| Bruce Springsteen \| The Rising \| – \| \| 9. August 2002 – 22. August 2002 2 Wochen (insgesamt 5) \| 5 \| Red Hot Chili Peppers \| By the Way \| – \| \| 23. August 2002 – 29. August 2002 1 Woche \| 1 \| Coldplay \| A Rush of Blood to the Head \| – \| \| 30. August 2002 – 12. September 2002 2 Wochen \| 2 \| Franco Battiato \| Fleurs 3 \| – \| \| 13. September 2002 – 19. September 2002 1 Woche (insgesamt 2) \| 2 \| Gigi D’Alessio \| Uno come te \| – \| \| 20. September 2002 – 26. September 2002 1 Woche \| 1 \| Peter Gabriel \| Up \| – \| \| 27. September 2002 – 3. Oktober 2002 1 Woche (insgesamt 2) \| 2 \| Gigi D’Alessio \| Uno come te \| – \| \| 4. Oktober 2002 – 10. Oktober 2002 1 Woche \| 1 \| The Rolling Stones \| 40 Licks \| – \| \| 11. Oktober 2002 – 17. Oktober 2002 1 Woche \| 1 \| Piero Pelù \| U.D.S. – L’uomo della strada \| – \| \| 18. Oktober 2002 – 24. Oktober 2002 1 Woche \| 1 \| Santana \| Shaman \| – \| \| 25. Oktober 2002 – 31. Oktober 2002 1 Woche \| 1 \| Carmen Consoli \| L’eccezione \| – \| \| 1. November 2002 – 14. November 2002 2 Wochen \| 2 \| U2 \| The Best of 1990–2000 \| – \| \| 15. November 2002 – 21. November 2002 1 Woche \| 1 \| Adriano Celentano \| Per sempre \| – \| \| 22. November 2002 – 23. Januar 2003 9 Wochen \| 9 \| Vasco Rossi \| Tracks \| – \| |                                        |                                        |                                                  |                           |
| ← 2001 |                                        |                                        |                                                  | → 2003 →                  |
| Zeitraum | Wo. ges.                               | Interpret                              | Titel                                            | Zusätzliche Informationen |
| (Zeitraum, Wochen auf Platz eins, Interpret, Titel, zusätzliche Informationen) |                                        |                                        |                                                  |                           |
| 28. Dezember 2001 – 10. Januar 2002 2 Wochen (insgesamt 6) | 6                                      | Laura Pausini                          | The Best of Laura Pausini – E ritorno da te      | –                         |
| 11. Januar 2002 – 17. Januar 2002 1 Woche | 1                                      | Subsonica                              | Amorematico                                      | –                         |
| 18. Januar 2002 – 31. Januar 2002 2 Wochen (insgesamt 6) | 6                                      | Laura Pausini                          | The Best of Laura Pausini – E ritorno da te      | –                         |
| 1. Februar 2002 – 7. Februar 2002 1 Woche | 1                                      | Jovanotti                              | Lorenzo 2002 – Il quinto mondo                   | –                         |
| 8. Februar 2002 – 21. Februar 2002 2 Wochen (insgesamt 6) | 6                                      | Laura Pausini                          | The Best of Laura Pausini – E ritorno da te      | –                         |
| 22. Februar 2002 – 7. März 2002 2 Wochen | 2                                      | Alanis Morissette                      | Under Rug Swept                                  | –                         |
| 8. März 2002 – 21. März 2002 2 Wochen | 2                                      | Gianluca Grignani                      | Uguali e diversi                                 | –                         |
| 22. März 2002 – 28. März 2002 1 Woche (insgesamt 3) | 3                                      | Céline Dion                            | A New Day Has Come                               | –                         |
| 29. März 2002 – 4. April 2002 1 Woche | 1                                      | Articolo 31                            | Domani smetto                                    | –                         |
| 5. April 2002 – 18. April 2002 2 Wochen (insgesamt 3) | 3                                      | Céline Dion                            | A New Day Has Come                               | –                         |
| 19. April 2002 – 25. April 2002 1 Woche | 1                                      | Nomadi                                 | Amore che prendi, amore che dai                  | –                         |
| 26. April 2002 – 6. Juni 2002 6 Wochen | 6                                      | Ligabue                                | Fuori come va?                                   | –                         |
| 7. Juni 2002 – 20. Juni 2002 2 Wochen | 2                                      | Eminem                                 | The Eminem Show                                  | –                         |
| 21. Juni 2002 – 4. Juli 2002 2 Wochen | 2                                      | Giorgia                                | Greatest Hits – Le cose non vanno mai come credi | –                         |
| 5. Juli 2002 – 25. Juli 2002 3 Wochen (insgesamt 5) | 5                                      | Red Hot Chili Peppers                  | By the Way                                       | –                         |
| 26. Juli 2002 – 8. August 2002 2 Wochen | 2                                      | Bruce Springsteen                      | The Rising                                       | –                         |
| 9. August 2002 – 22. August 2002 2 Wochen (insgesamt 5) | 5                                      | Red Hot Chili Peppers                  | By the Way                                       | –                         |
| 23. August 2002 – 29. August 2002 1 Woche | 1                                      | Coldplay                               | A Rush of Blood to the Head                      | –                         |
| 30. August 2002 – 12. September 2002 2 Wochen | 2                                      | Franco Battiato                        | Fleurs 3                                         | –                         |
| 13. September 2002 – 19. September 2002 1 Woche (insgesamt 2) | 2                                      | Gigi D’Alessio                         | Uno come te                                      | –                         |
| 20. September 2002 – 26. September 2002 1 Woche | 1                                      | Peter Gabriel                          | Up                                               | –                         |
| 27. September 2002 – 3. Oktober 2002 1 Woche (insgesamt 2) | 2                                      | Gigi D’Alessio                         | Uno come te                                      | –                         |
| 4. Oktober 2002 – 10. Oktober 2002 1 Woche | 1                                      | The Rolling Stones                     | 40 Licks                                         | –                         |
| 11. Oktober 2002 – 17. Oktober 2002 1 Woche | 1                                      | Piero Pelù                             | U.D.S. – L’uomo della strada                     | –                         |
| 18. Oktober 2002 – 24. Oktober 2002 1 Woche | 1                                      | Santana                                | Shaman                                           | –                         |
| 25. Oktober 2002 – 31. Oktober 2002 1 Woche | 1                                      | Carmen Consoli                         | L’eccezione                                      | –                         |
| 1. November 2002 – 14. November 2002 2 Wochen | 2                                      | U2                                     | The Best of 1990–2000                            | –                         |
| 15. November 2002 – 21. November 2002 1 Woche | 1                                      | Adriano Celentano                      | Per sempre                                       | –                         |
| 22. November 2002 – 23. Januar 2003 9 Wochen | 9                                      | Vasco Rossi                            | Tracks                                           | –                         |

## Jahreshitparaden
| ← 2001 ← | Liste der Jahres-Nummer-eins-Hits in Italien | Liste der Jahres-Nummer-eins-Hits in Italien             | Liste der Jahres-Nummer-eins-Hits in Italien | 2003 →   |
| \| Singles \| Position# \| Alben \| \| --------------------------------------------------------------------------------------------------------------------------------- \| --------- \| -------------------------------------------------------- \| \| Aserejé Las Ketchup Manuel Ruiz \| 1 \| Tracks Vasco Rossi \| \| Whenever, Wherever Shakira Shakira, Tim Mitchell, Ron Smith, Gloria Estefan \| 2 \| Fuori come va? Ligabue \| \| All the Things She Said t.A.T.u. Sergio Galoyan, Trevor Horn, Martin Kierszenbaum, Elena Kiper, Valeriy Polienko, John-Paul Mason \| 3 \| Per sempre Adriano Celentano \| \| Complicated Avril Lavigne Avril Lavigne, Lauren Christy, Scott Spock, Graham Edwards \| 4 \| Greatest Hits – Le cose non vanno mai come credi Giorgia \| \| Questa è la mia vita Ligabue Luciano Ligabue \| 5 \| Platinum Collection Queen \| \| Moi… Lolita Alizée Mylène Farmer, Laurent Boutonnat \| 6 \| The Best of 1990–2000 U2 \| \| Die Another Day Madonna Madonna, Mirwais Ahmadzaï \| 7 \| By the Way Red Hot Chili Peppers \| \| Le vent nous portera Noir Désir \| 8 \| The Best of Laura Pausini Laura Pausini \| \| Wherever You Will Go The Calling Alex Band, Aaron Kamin \| 9 \| Rosso relativo Tiziano Ferro \| \| Electrical Storm U2 \| 10 \| Laundry Service Shakira \| |                                              |                                                          |                                              |          |
| ← 2001 |                                              |                                                          |                                              | → 2003 → |
| Singles | Position#                                    | Alben                                                    |                                              |          |
| Aserejé Las Ketchup Manuel Ruiz | 1                                            | Tracks Vasco Rossi                                       |                                              |          |
| Whenever, Wherever Shakira Shakira, Tim Mitchell, Ron Smith, Gloria Estefan | 2                                            | Fuori come va? Ligabue                                   |                                              |          |
| All the Things She Said t.A.T.u. Sergio Galoyan, Trevor Horn, Martin Kierszenbaum, Elena Kiper, Valeriy Polienko, John-Paul Mason | 3                                            | Per sempre Adriano Celentano                             |                                              |          |
| Complicated Avril Lavigne Avril Lavigne, Lauren Christy, Scott Spock, Graham Edwards | 4                                            | Greatest Hits – Le cose non vanno mai come credi Giorgia |                                              |          |
| Questa è la mia vita Ligabue Luciano Ligabue | 5                                            | Platinum Collection Queen                                |                                              |          |
| Moi… Lolita Alizée Mylène Farmer, Laurent Boutonnat | 6                                            | The Best of 1990–2000 U2                                 |                                              |          |
| Die Another Day Madonna Madonna, Mirwais Ahmadzaï | 7                                            | By the Way Red Hot Chili Peppers                         |                                              |          |
| Le vent nous portera Noir Désir | 8                                            | The Best of Laura Pausini Laura Pausini                  |                                              |          |
| Wherever You Will Go The Calling Alex Band, Aaron Kamin | 9                                            | Rosso relativo Tiziano Ferro                             |                                              |          |
| Electrical Storm U2 | 10                                           | Laundry Service Shakira                                  |                                              |          |